# Pedro Aráiz
Pedro Aráiz (nacido en Villa Constitución el 21 de mayo de 1915 - ?) fue un futbolista argentino. Jugaba como arquero y debutó profesionalmente en el extinto Club Washington de Rosario. Posteriormente se destacó en Rosario Central.

## Carrera
Apodado Cañita debido a su físico esbelto, este arquero, luego de iniciarse como juvenil en la Liga Regional del Sud de Villa Constitución, fue incorporado por el club rosarino Washington, disputando los torneos ya profesionalizados de la Asociación Rosarina de Fútbol. 
Su debut en el cuadro azulgrana estuvo a la altura de la fama que lo precedía; llegó luego de una temporada en la que había atajado varios penales, y en su debut, ante Rosario Central por la primera fecha del Torneo Molinas 1933, detuvo cuatro penas máximas. A pesar de tan destacada actuación, su equipo cayó 2-0 (goles de Juan Martínez y Aristódemo Fino).

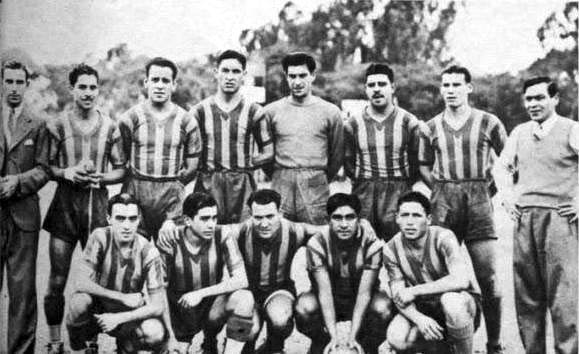
Rosario Central 1939. Parados: Héctor Vidal, Raúl Martínez, Claro Rivero, Pedro Aráiz, Ignacio Díaz, Alfredo Fógel y Gerardo Rivas (entrenador); hincados: Salvador Laporta, Alejandrino Barrios, José Orlando Guerrero, Ricardo Cisterna y Francisco Rodríguez.

Este rendimiento quedó grabado en los dirigentes canallas, que lo incorporaron al club en 1936. Compitió en el puesto con José Peregrino Monjo, al que desplazó, adueñándose de la valla auriazul. En su primer torneo oficial con el cuadro de barrio Arroyito se coronó campeón del Torneo Preparación, ganado en final desempate ante Newell's Old Boys el 19 de julio de 1936 por 3-2.
En los dos últimos años de competencia para Rosario Central con su primer equipo en la Rosarina, la Academia obtuvo el Molinas en 1937 y 1938 y el Torneo Hermenegildo Ivancich en 1937. Aráiz fue el único guardameta utilizado el primero de estos años, mientras que en 1938 compartió el puesto con Monjo y Juan Martínez.
En 1939 se produjo el ingreso de Rosario Central y Newell's a los torneos de Primera División de AFA; Aráiz fue titular en el debut ante Huracán (derrota 1-5), producido el 19 de marzo. Durante ese torneo estuvo presente en 25 de los 34 partidos del canalla. En  1940 disputó su última temporada en el club, con 22 partidos como titular sobre 34 encuentros de su equipo.
Totalizó 100 partidos en el primer equipo de Rosario Central.

## Clubes
| Club                 | País      | Año       |
| -------------------- | --------- | --------- |
| Washington (Rosario) | Argentina | 1933-1935 |
| Rosario Central      | Argentina | 1936-1940 |

## Palmarés
| Equipo          | País      | Título                            | Año  |
| --------------- | --------- | --------------------------------- | ---- |
| Rosario Central | Argentina | Torneo Preparación                | 1936 |
| Rosario Central | Argentina | Torneo Gobernador Luciano Molinas | 1937 |
| Rosario Central | Argentina | Torneo Hermenegildo Ivancich      | 1937 |
| Rosario Central | Argentina | Torneo Gobernador Luciano Molinas | 1938 |